# Кормильчанська сільська рада
Корми́льчанська сільська́ ра́да — колишня адміністративно-територіальна одиниця та орган місцевого самоврядування в Чемеровецькому районі Хмельницької області. Адміністративний центр — село Кормильча.

## Загальні відомості
- Територія ради: 3,727 км²
- Населення ради: 1 085 осіб (станом на 2001 рік)
- Територією ради протікає річка Жванчик

## Населені пункти
Сільській раді були підпорядковані населені пункти:
- с. Кормильча
- с. Ружа

## Склад ради
Рада складалася з 14 депутатів та голови.
- Голова ради: Столяренко Руслан Миколайович
- Секретар ради: Гурман Людмила Іванівна

### Керівний склад попередніх скликань
| Прізвище, ім'я, по батькові   | Основні відомості                                                                                   | Дата обрання | Дата звільнення |
| ----------------------------- | --------------------------------------------------------------------------------------------------- | ------------ | --------------- |
| Вікул Петро Григорович        | Сільський голова, 1950 року народження, безпартійний                                                | 26.03.2006   | 31.10.2010      |
| Столяренко Руслан Миколайович | Сільський голова, 1979 року народження, освіта середня спеціальна, член Української Народної Партії | 31.10.2010   |                 |

Примітка: таблиця складена за даними сайту Верховної Ради України

### Депутати
За результатами місцевих виборів 2010 року депутатами ради стали:

#### За суб'єктами висування
| Суб'єкт висування | Кількість обраних депутатів | %    |
| ----------------- | --------------------------- | ---- |
| Самовисування     | 11                          | 78,6 |
| Народна партія    | 3                           | 21,4 |

#### За округами
| № округу       | Прізвище, ім'я, по батькові   | Дата визнання обраним | Освіта             | Партійна приналежність                        | Відомості про обраного депутата               |
| -------------- | ----------------------------- | --------------------- | ------------------ | --------------------------------------------- | --------------------------------------------- |
| Народна Партія |                               |                       |                    |                                               |                                               |
| 1              | Гурман Людмила Іванівна       | 05.11.2010            | вища               | позапартійна                                  | Кормильчанська сільська рада, секретар        |
| 5              | Харкаквлюк Світлана Стахівна  | 05.11.2010            | середня спеціальна | позапартійна                                  | Кормильчанська сільська рада, землевпорядник  |
| 14             | Богачик Зінаїда Миколаївна    | 05.11.2010            | середня            | член Народної партії                          | Кормильчанське поштове відділення, листоноша  |
| Самовисування  |                               |                       |                    |                                               |                                               |
| 2              | Бродюк Іван Григорович        | 05.11.2010            | середня спеціальна | позапартійний                                 | ДП "Слов"янське", завідувач відділком         |
| 3              | Горіна Галина Володимирівна   | 05.11.2010            | середня            | позапартійна                                  | приватний підприємець                         |
| 4              | Гурман Григорій Миколайович   | 05.11.2010            | середня спеціальна | позапартійний                                 | пенсіонер                                     |
| 6              | Любецька Наталя Євгенівна     | 05.11.2010            | вища               | позапартійна                                  | Кормильчанська загальноосвітня школа, вчитель |
| 7              | Бродюк Микола Іванович        | 05.11.2010            | середня            | член Всеукраїнського об'єднання «Батьківщина» | тимчасово не працює                           |
| 8              | Бродюк Руслан Іванович        | 05.11.2010            | вища               | член Всеукраїнського об'єднання «Батьківщина» | ПДАТ, старший фахівець                        |
| 9              | Кудринецька Ольга Анатоліївна | 05.11.2010            | вища               | позапартійна                                  | Кормильчанська загальноосвітня школа, вчитель |
| 10             | Явдощук Василь Іванович       | 05.11.2010            | середня            | позапартійний                                 | пенсіонер                                     |
| 11             | Остова Майя Миколаївна        | 05.11.2010            | вища               | позапартійна                                  | Кормильчанська загальноосвітня школа, вчитель |
| 12             | Бугера Світлана Леонідівна    | 05.11.2010            | середня            | член Всеукраїнського об'єднання «Батьківщина» | приватний підприємець                         |
| 13             | Безпалько Людмила Миколаївна  | 05.11.2010            | середня спеціальна | позапартійна                                  | Ружалівська загальноосвітня школа, вчитель    |